# Taha Baqir
Taha Baqir (Al Hillah, 1912 – 28 febbraio 1984) è stato uno storico, linguista e archeologo iracheno specializzano in assiriologia e curatore del Museo Nazionale dell'Iraq.
Baqir è considerato uno dei più eminenti archeologi iracheni. Tra le opere per cui è ricordato vi sono la sua traduzione dall'accadico all’arabo dell’Epopea di Gilgamesh; il suo lavoro di decifrazione delle tavolette di matematica babilonese; le sue scoperte sulle leggi di Eshnunna e gli scavi di siti antichi babilonesi e sumeri, incluso l’antica città sumerica di Shaduppum a Baghdad.